# سلست یارنال
سلست یارنال (انگلیسی: Celeste Yarnall؛ زادهٔ july ۲۶, ۱۹۴۴ (۸۰ سال)) مدل و بازیگر اهل ایالات متحده آمریکا است.
از فیلم‌ها یا برنامه‌های تلویزیونی که وی در آن نقش داشته است، می‌توان به حوا اشاره کرد.